# Quintus Caecilius Metellus Numidicus
Quintus Caecilius Metellus Numidicus (I. e. 2. század – I. e. 91?) római politikus és hadvezér, az előkelő, plebeius származású Caecilia gens Metellus-ágához tartozott. Édesapja, Lucius Caecilius Metellus Calvus i. e. 142-ben volt consul, és fivére, Lucius Caecilius Metellus Dalmaticus szintén elérte a consuli rangot.
Numidicus, az arisztokrata optimata párt vezéregyénisége, korának egyik legnagyobbra tartott személyisége volt mind háborúban, mind békében mutatott tehetsége és rendületlen elvhűsége miatt. Praetorságának időpontja nem ismert, azonban tudjuk róla, hogy a hivatali ideje alatt igazgatott provinciájából visszatérve zsarolással vádolták meg. Bírái állítólag olyannyira bíztak benne, hogy amikor bemutatta helytartóságának dokumentumait, nem voltak hajlandóak megvizsgálni őket.

## A numidiai hadjárat
I. e. 109-ben, 10 évvel fivérét követően elnyerte a consuli magistraturát Marcus Junius Silanusszal közösen. Tartománya Numidia lett, ahol a lázadó Jugurtha király elleni háború irányítása lett a feladata. A numidiai uralkodó korábban megalázó helyzetbe hozta a római hadsereget a hadvezérek korruptságának és hozzá nem értésének köszönhetően, azonban Metellus hamarosan kiköszörülte a csorbát: a Muthul folyónál fényes győzelmet aratott az afrikai csapatok felett. A következő évben proconsulként a tartományban maradt, azonban mivel leginkább városok ostromával volt elfoglalva, a sikerek ellenére nem ért el döntő győzelmet a háborúban.
Metellus hadseregében legatusként szolgált Caius Marius is, akinek eddigi karrierjét patrónusként elősegíteni igyekezett. Azonban az alacsony származású Marius többször is kérte, hogy hazatérhessen a hadszíntérről, hogy indulhasson a consulválasztáson – az arisztokrata Metellus ebbe nem volt hajlandó beleegyezni. Hivatkozott arra, hogy Mariusra nagy szükség van a hadszíntéren, és hogy biztos bukás vár rá; egy alkalommal meg is sértette, amikor azt találta mondani, hogy a tiszt ráér a consulságra pályázni a fiával együtt. Márpedig Metellus fia, Quintus ekkor még csak húszéves volt, azaz körülbelül húsz évet kellett volna várnia arra, hogy megválaszthassák.
A sértett Marius szorgalmasan munkálkodott azon, hogy a hadvezér pozícióját megrendítse. Mind a táborban, mind Rómában módszeresen elhíresztelte, hogy Metellus szándékosan húzza-halasztja a végső ütközetet, hogy tovább maradhasson főparancsnok. Ezzel el is érte célját: consullá választották, tartománya pedig Numidia lett, így a hadjárat befejezésének dicsőségétől is megfosztotta a proconsult. Ezzel olyannyira kivívta Metellus ellenszenvét, hogy az látni sem kívánta őt: legatusára, Publius Rutiliusra hagyta a hadseregét, és idő előtt elindult haza, hogy ne neki kelljen átadni a főparancsnokságot. Mindezek ellenére Rómában üdvrivalgással fogadták, és I. e. 107-ben triumphust tarthatott. Ekkor nyerte el a megtisztelő Numidicus agnoment (ragadványnév latinul).

## Harc a néppárt ellen
I. e. 102-ben unokatestvérével, Caius Caecilius Metellus Caprariusszal együtt volt censor. Ilyen minőségben megpróbálta a néppárt két legfontosabb vezetőjét, Lucius Appuleius Saturninust és Caius Servilius Glauciát kizárni a senatusból, azonban ebbe kollégája nem egyezett bele. A felzúdulás ellenére megakadályozta viszont, hogy a magát Gracchus-finak kiadó Lucius Equitiust felvegye a polgárok névjegyzékébe. Marius támogatásával Saturninusék elhatározták, hogy bosszút állnak Metelluson.
Miután I. e. 100-ban, amikor Marius éppen hatodik consuli, Glaucia pedig első praetori évét töltötte – az ellenjelölt, Aulus Nonius meggyilkolása után – Saturninus ismét néptribunus lett, azonnal földtörvényjavaslatot nyújtott be, amely záradékában szerepelt az a kitétel, hogy a senatusnak az elfogadása után öt napon belül meg kell esküdnie a teljesítésére; aki ezt megtagadja, azt kizárással és húszTalentumos büntetéssel sújtják. Marius, hogy csapdába csalja Metellust, elsőként szólalt fel, és kijelentette, hogy sohasem fog felesküdni a törvényre. Numidicus hasonló kijelentést tett. Amikor azonban arra került sor, hogy a Rostrán felesküdjenek a senatorok, Marius elsőként tett így, és csupán Metellus nem volt erre hajlandó. Ki is zárták a senatusból, sőt a tribunus javasolta száműzését. Erre több elvbarátja – köztük több rokona is – fontolgatta, hogy fegyvert ragad, ő azonban visszautasította segítségüket. Az indulatok elszabadulását elkerülendő inkább önként békében elvonult Rodosz szigetére.
A sors iróniájaként Saturninus elhibázott lépései nyomán a Glauciával együtt még ebben az évben végeztek vele, a néppártot így gyakorlatilag lefejezték. A következő évben (i. e. 99.) Quintus Calidius néptribunus javasolta visszahívását. Fia, Quintus oly vehemenciával támogatta a javaslatot, hogy kiérdemelte vele a Pius (kegyes) melléknevet.
Cicero írja egy helyütt, hogy i. e. 91. néptribunusa, Quintus Varius megmérgezett egy bizonyos Metellust. Mivel agnoment nem említ, valószínűsíthető, hogy a család legjelentősebb tagjáról, Numidicusról van szó – azonban elképzelhető, hogy az egész csak fikció, amit a pártoskodás szült.

## Hagyatéka
Metellus korának arisztokráciájához hasonlóan a művészetek és az irodalom bőkezű támogatója volt. Ifjúkorában Karneadészt hallgatta Rómában, később barátja és patrónusa lett Arkhiasznak. Rodoszi száműzetésébe magával vitte Lucius Aelius Stilo Praeconinusst, és idejét filozófiai előadásokon múlatta. Szónoki képességeit Cicero magasztalta, és beszédeit még Cornelius Fronto korában is élvezettel olvasgatták.
Fia, Quintus Caecilius Metellus Pius i. e. 80-ban elnyerte a consuli rangot.